# Centrodraco acanthopoma
Centrodraco acanthopoma é uma espécie de peixe pertencente à família Draconettidae.
A autoridade científica da espécie é Regan, tendo sido descrita no ano de 1904.

## Portugal
Encontra-se presente em Portugal, onde é uma espécie nativa.

## Descrição
Trata-se de uma espécie marinha. Atinge os 11 cm de comprimento padrão nos indivíduos do sexo masculino.